# マキシム・アレクサンドル
マキシム・アレクサンドル（Maxime Alexandre、1971年2月4日 - ）は、ベルギーの撮影監督である。オースト＝フランデレン州ロンセ出身。

## 人物
『ハイテンション』や『ヒルズ・ハブ・アイズ』、『ミラーズ』などの撮影を手がけている。

## フィルモグラフィー

### 映画
- ハイテンション Haute Tension （2003年）
- THE DEFENDER The Defender （2004年）
- ヒルズ・ハブ・アイズ The Hills Have Eyes （2006年）
- ラストフロント -1944英米連合軍マーケット・ガーデン作戦- The Last Drop （2006年）
- P2 P2 （2007年）
- カタコンベ Catacombs （2007年）
- ミラーズ Mirrors （2008年）
- クレイジーズ The Crazies （2010年）
- マニアック Maniac （2012年）
- サイレントヒル: リベレーション3D Silent Hill: Revelation （2012年）
- アース・トゥ・エコー Earth to Echo （2014年）
- ハッピーボイス・キラー The Voices （2014年）
- ウォリアー・ゲート 時空を超えた騎士 勇士之門 （2016年）
- アザー・サイド 死者の扉 The Other Side of the Door (2016年)
- ルイの9番目の人生 The 9th Life of Louis Drax （2016年）
- アナベル 死霊人形の誕生 Annabelle: Creation （2017年）
- 死霊館のシスター The Nun （2018年）
- シャザム! Shazam! （2019年）
- クロール -凶暴領域- Crawl （2019年）
- カウントダウン Countdown （2019年）
- Resident Evil: Welcome to Raccoon City （2021年）

### テレビ映画
- エアフォースワン・ダウン Air Force One Is Down （2013年）